# Château de Caillac
Le château de Caillac ou Calhac est un château situé sur la commune de Vézac dans le Cantal. Il est inscrit monument historique depuis le 10 novembre 1997, et possède un parc remarquable.

## Description
Situé dans les prairies de la vallée, proche du cours de la Cère, il comporte deux corps de logis en équerre et une grosse tour ronde d'angle. La façade où est ouverte la porte d'entrée comporte un ordonnancement de la Renaissance ressemblant à celui de Messilhac. Elle ouvre sur un escalier droit d'époque et de style Renaissance. Le château est accompagné d'une ferme et d'un moulin, ainsi que d'un magnifique parc avec arboretum, à l'état d'abandon.

## Historique

### Famille de Caillac
Le château de Calhac que l'on trouve mentionné au Xe siècle dans le testament d'Agnès de Mels, femme de Gilbert II, vicomte de Carlat, est un autre château connu par la suite sous le nom de Castelnoël, sur les communes de Brommat/Mur-de-Barrez,.
- Géraud de Reilhac, décédé en 1004, seigneur du lieu à la suite de sa mère Agnès de Mels
- En 1302, Bertrand de Calhac, seigneur du lieu, paie des rentes au célerier du monastère d'Aurillac
- Thomas d'Orbec, capitaine de Carlat, avait acheté le château et domaine qu'il revend en 1483 à François Chaumeil.

### Familles Chaumeil et de Bournazel
- François Chaumeilh, fils d'Hugues, bailli de la vicomté de Murat, lui-même licencié en droit et lieutenant du gouverneur d'Auvergne, venait d'être anobli en 1486 par Charles VIII. Ses enfants n'ayant pas de descendances, c'est son neveu et filleul :
- François II Chaumeilh, capitaine de 50 hommes d'armes et gouverneur de Boulogne et Boulonnois en 1574[5], marié à Hélène de Montamat, dame de Folholes, qui hérite de Caillac. Ils n'ont qu'une fille :
- Marguerite de Chaumeil, dame de Caillac, qui épouse vers 1570 Antoine de Buisson, seigneur de Bournazel. Elle achète puis revend le château de Vixouze et laisse plusieurs enfants, dont :
- François de Buisson de Bournazel, gouverneur et sénéchal de Rouergue, marié en 1592 à Florette de Morlhon Sanvensa. En 1657, il vend la moitié de la terre de Caillac à Jean-Annet de Noailles, abbé de Valette et du Broc, qui l'engage auprès de Jean-Gaspard de Boschâtel.

### Familles de Beauchâtel et de Beauclair
- Gaspard-Joseph de Boschâtel, fils de Jean-Joseph, secrétaire du roi, seigneur de Lamartinie, et de Jeanne-Marie de Scorailles, premier président au siège présidial d'Aurillac, acquiert ainsi Caillac et décède sans héritier en 1742.
- Marie-Claude de Boschâtel (1692 - 1770), sa sœur, hérite de lui. Elle avait épousé en 1714 Jean-Baptiste de Beauclair, (1690 - 1737), seigneur de Messac, auquel elle avait donné neuf enfants, dont :
- Géraud de Beauclair, (1733 - 1804), lieutenant au régiment de Sarre-Infanterie, qui aura huit enfants, dont :
- Aimée-Henriette de Beauclair, dame de Messac et de Caillac, épouse en 1807 Jean-François de Malet de La Farge, d'une famille du Périgord, auquel elle donne au moins un fils :
- Albert de Malet de La Farge (1809 - 1869), seigneur du Dat à (Labrousse), et de Caillac, marié en 1836 à Julia du Vergier de La Rochejacquelin, nièce du célèbre Général vendéen. Il vend ses deux domaines à M. Marty, négociant à Aurillac.

La famille de Boschâtel portait « De sable au château d'or » Supports deux lévriers au naturel Devise «Musis et Armis ». La famille  de Beauclair portait « Tranché de sable à trois étoiles d'or rangées en demi-orle sur or à un croissant montant figuré d'argent posé en bande à la bande tranchée d'or sur argent brochant sur le tranché » (ou « Coupé au 1 de sable à deux étoiles accostées d'or au 2 d'or à un croissant non-figuré contourné d'argent ») Cimier : Un croissant montant figuré d'argent supportant une étoile d'or entre un vol de sable. Lambrequin d'or et de sable. ».

### Famille Marty
- Pierre Marty, d'une famille de négociants ambulants de Valuéjols fixée à Aurillac, achète plusieurs biens fonciers, dont les domaines et châteaux de Caillac et de Dat à Labrousse. À son décès en 1874, il possédait aussi les domaines de L'hospital à Saint-Paul-des-Landes, du Barrat à Aurillac.
- Félix Marty, s'établit à Caillac où il entreprend d'importants travaux de restauration et d'aménagement. Il fait aussi des séjours sur la Côte d'Azur à Nice. De son mariage avec Marguerite Gaudiot, il a une fille, Marie Marty (1876) et un fils :
- Pierre Marty (Nice 1868 -1940) fut un savant dont les recherches et les publications furent très fécondes et appréciées. Instruit à Caillac par des précepteurs, il passa son baccalauréat à 16 ans, prépara l'entrée à Saint-Cyr, puis commença des études universitaires à Toulouse, et fera une carrière d'amateur.

Naturaliste, botaniste, zoologue, entomologiste, minéralogiste et météorologiste, c'était un ami de Jean-Baptiste Rames (1), de Marcellin Boule (de Montsalvy. Il récolte des fossiles végétaux et expose ses objectifs dans « un nouvel horizon paléontologique du Cantal ». Il localise et classe les gisements de cinérite (dépôts stratifiés de cendres volcaniques) du Cantal, et travaille avec Jean-Baptiste Pagès-Alary (1863). Cela le conduit à parcourir les montagnes, à la recherche de tous les indices ; il prend de nombreuses photos et tient des carnets de terrains où il inscrit tous les phénomènes naturels qu’il constate. On lui connait 110 publications, dont en 1903 un ouvrage de 98 pages sur la flore du Miocène, ainsi que des comptes-rendus d'ouvrages dans la Revue de la Haute-Auvergne. Ses fréquentations restèrent sélectives et réduites au monde scientifique et plus généralement au monde intellectuel de la région. Il avait planté un magnifique parc avec un arboretum.
- Il se marie avec Marie Boisse de Black, personne savante qui l'aida dans ses recherches scientifiques. Son grand-père, Adolphe Boisse (1810-1896), député de l'Aveyron, et sa sœur Yvonne Boisse de Black (1892 -1989) ont été des géologues estimés. Son autre sœur, Germaine Boisse, était mariée à Gaston de Butler de Kermaria.

Devenue âgée et n'ayant que des neveux et sa fille Jeanne Marty (1901-1917), il confie l'ensemble du domaine de Caillac à son amie Germaine Chirac, grand-mère de la famille Stehelin qui recueillit la succession.

### Famille Stehelin
- Le moulin et la ferme furent habités, mais le parc et le château furent laissés à l’abandon pendant plusieurs décennies, et tout son mobilier pillé. Des groupes de jeunes (scouts, guides, etc.) se sont servis du château comme base pendant les années 1970-1980, et y ont apporté quelques rénovations (murs, premières toilettes et fosse septique, canalisations, etc.) en échange.

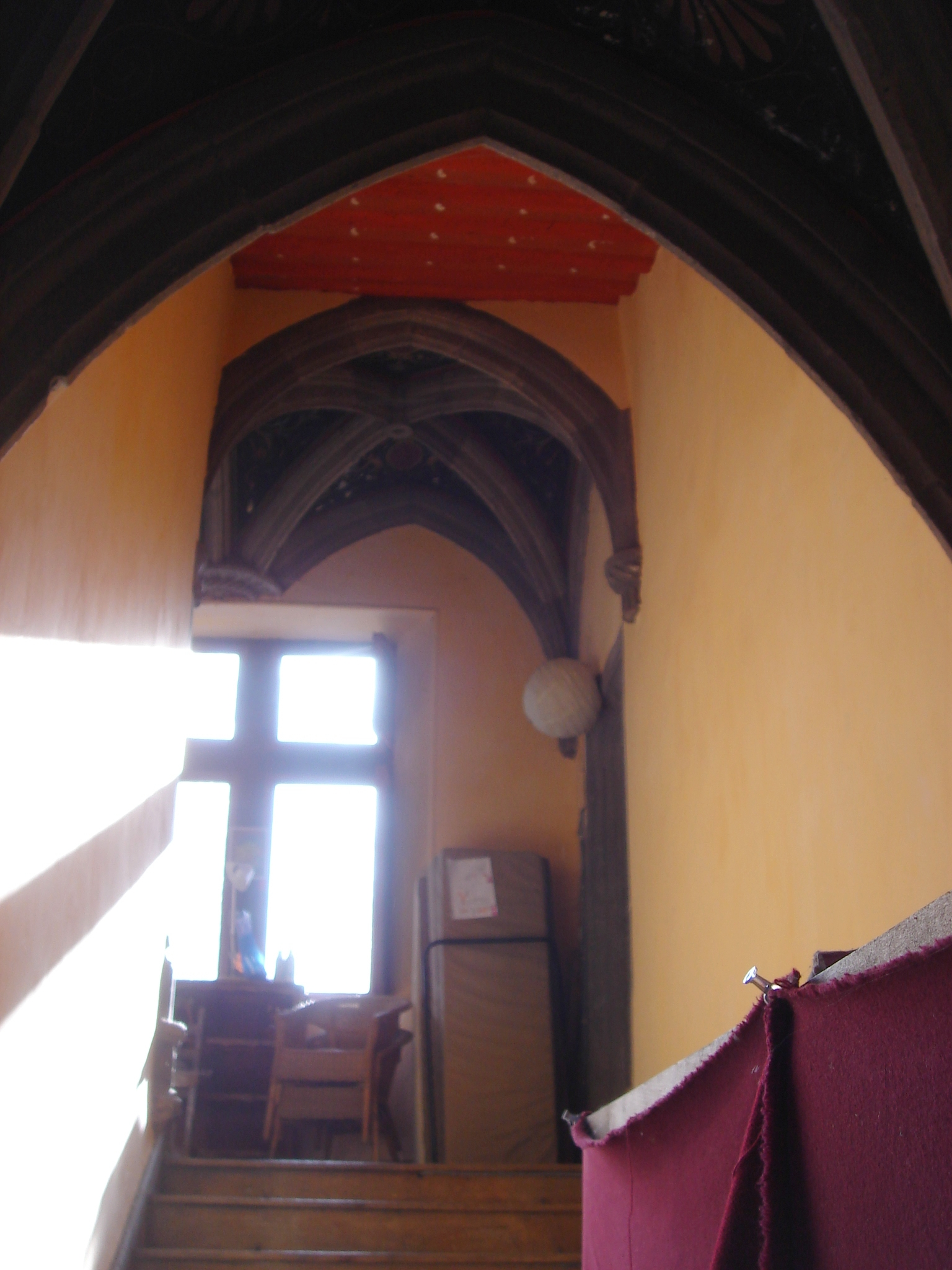
Vue intérieure du grand escalier
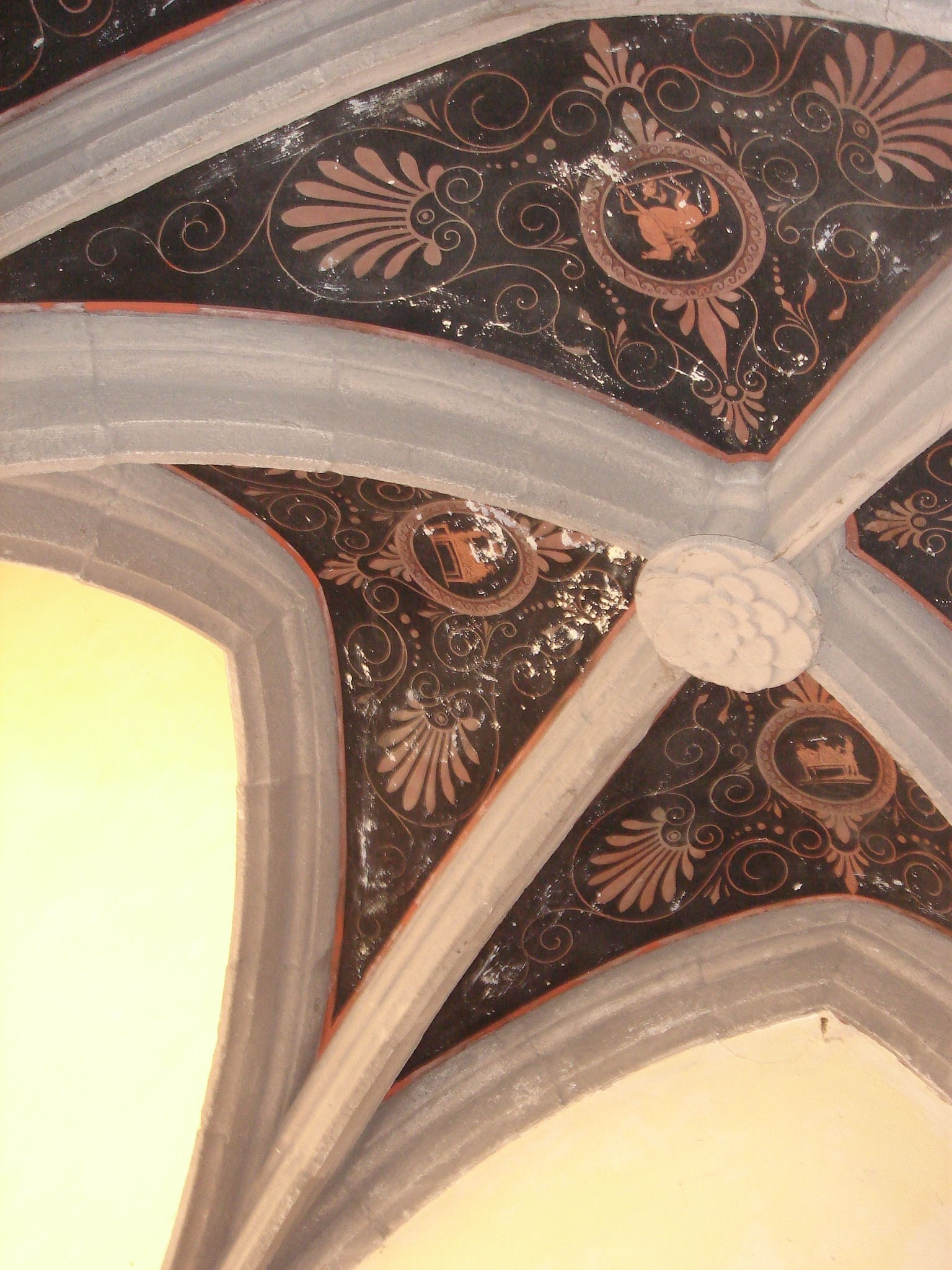
Voûte ogivale de l'un des paliers

## Visites
Ne se visite pas.